# Потреро ел Пињон (Еспањита)
Потреро ел Пињон (шп. Potrero el Piñón) насеље је у Мексику у савезној држави Тласкала у општини Еспањита. Насеље се налази на надморској висини од 2568 м.

## Становништво
Према подацима из 2010. године у насељу су живела 2 становника.

### Хронологија
| Година       | 2000 | 2005       | 2010 |
| ------------ | ---- | ---------- | ---- |
| Становништво | 11   | 13 (8 / 5) | 2    |

### Попис
| # | Индикатор                     | Вредност |
| - | ----------------------------- | -------- |
| 1 | Укупно домаћинстава           | 7        |
| 2 | Укупно насељених домаћинстава | 2        |
| 3 | Величина локације             | 1        |